# Jérôme Sabbagh
Jérôme Sabbagh (* 14. September 1973) ist ein französischer Jazz-Saxophonist.

## Leben und Wirken
Sabbagh studierte bei Philippe Chagne, Éric Barret und Jean-Louis Chautemps, bevor er mit zwanzig Jahren in die vereinigten Staaten zog. Er studierte am Berklee College of Music in Boston u. a. bei George Garzone, Bill Pierce, Dave Liebman und Joe Viola. 1995 zog er nach New York, wo er die Formation Flipside mitbegründete (u. a. mit Matt Penman). In den 2000er-Jahren nahm er u. a. mit Pablo Ablanedo/Anat Cohen, Laurent Coq und Joel Harrison auf; ferner spielte er mit Paul Motian, Victor Lewis, Bill Stewart, Billy Drummond, Eliot Zigmund, Andrew Cyrille, Damion Reid, Reggie Workman, Joe Sanders, Lage Lund, Danny Grissett, Guillermo Klein und Marta Sánchez. 2004 legte er bei Fresh Sound Records das Debütalbum Like a Tree in the City vor, das er mit Ben Monder, Joe Martin und Ted Poor in New York eingespielt hatte. Im Bereich des Jazz war er zwischen 1997 und 2011 an 13 Aufnahmesessions beteiligt. Gegenwärtig (2019) spielt er im Adam Birnbaum Quartet (mit Yasushi Nakamura und Rodney Green).

## Diskographische Hinweise
- North (Fresh Sound, 2004)
- Pogo (Bee Jazz, 2007)
- One Two Three (Bee Jazz, 2008), mit Ben Street, Rodney Green
- I Will Follow You (Bee Jazz, 2010), mit Ben Moder, Daniel Humair
- Plugged In (Bee Jazz, 2011), mit Jozef Dumoulin, Patrice Blanchard, Rudy Royston
- Jerome Sabbagh Quartet: The Turn (Sunnyside, 2014), mit Ben Monder, Joe Martin, Ted Poor
- Vintage (2023), mit Kenny Baron, Joe Martin, Johnathan Blake